# Saint-Cibard
 Saint-Cibard  là một xã thuộc tỉnh Gironde trong vùng Aquitaine tây nam nước Pháp. Xã này nằm ở khu vực có độ cao trung bình 106 mét trên mực nước biển.